# Шахристанский район
Шахристанский район (тадж. Ноҳияи Шаҳристон) — административный район в Согдийской области Республики Таджикистан.
Районный центр —  Шахристан (тадж. Шаҳристони боло), расположенное в 102 км юго-западнее города Худжанда. Территория Шахристанского района составляет 1140 км².

## История
Шахристанский район образован 29 августа 1990 года из южных сельских общин Ура-Тюбинского района Ленинабадской области Таджикской ССР.
Современная территория Шахристанского района составляла часть исторической области Уструшана. Древняя Уструшана входила в состав Согда. В V—IX веках Уструшана была самостоятельным княжеством, столица которого — город Бунджикат — находилась у современного селения Шахристан, где раскопан дворец афшинов с фрагментами росписей и резного дерева.
В 822 году Уструшана окончательно завоёвана арабами, правитель Уструшаны — афшин Кавус принял ислам. В 893 году Уструшана вошла в состав государства Саманидов.
В 1928 году в селе Кенгкул в семье чабана, родился - историк, писатель, деятель науки, Заслуженный работник культуры, народный писатель Узбекистана, лауреат  Государственной и премии  имени Хамзы, премии Союза писателей СССР,  Пиримкул Кадыров.

## География
Шахристанский район расположен в Ферганской долине. На севере граничит с Истаравшанским, на востоке — с Ганчинским, на юге — с Айнинским районами Согдийской области, на западе — с Зааминским туманом Джизакской области Республики Узбекистан.

## Население
Население по оценке на 1 января 2022 года составляет 46 200 человек (100 % — сельское)
| Численность населения | Численность населения | Численность населения | Численность населения | Численность населения | Численность населения | Численность населения | Численность населения |
| 1939                  | 2003                  | 2004                  | 2005                  | 2006                  | 2007                  | 2008                  | 2009                  |
| --------------------- | --------------------- | --------------------- | --------------------- | --------------------- | --------------------- | --------------------- | --------------------- |
| 21 145                | ↗30 100               | ↗30 700               | ↗31 400               | ↗32 100               | ↗32 900               | ↗33 600               | ↗34 500               |
| 2019                  | 2020                  | 2021                  | 2022                  |                       |                       |                       |                       |
| ↗42 700               | ↗43 700               | ↗45 100               | ↗46 200               |                       |                       |                       |                       |

## Административное деление
В состав Шахристанского района входят 2 сельские общины (тадж. ҷамоат):
| Административное деление Шахристанского района |           |
| Сельская община                                | Население |
| Шахристан                                      | 16 295    |
| Бунджикат                                      | 11 362    |

Главой Шахристанского района является Председатель Хукумата, который назначается Президентом Республики Таджикистан. Главой правительства Шахристанского района является Председатель Хукумата. Законодательный орган Шахристанского района — Маджлис народных депутатов, который избирается всенародно на 5 лет.